# Motel Eden
Motel Eden (El jardín del Edén) è un film del 1994 diretto da María Novaro.